# Раде Михаљчић
Раде Михаљчић (Средња Јурковица, код Градишке, 21. јануар 1937 — Београд, 26. март 2020) био је српски историчар, универзитетски професор и академик.

## Биографија
Други светски рат је преживео као сироче, отац му је убијен у Јасеновцу, а мајка у логору Стара Градишка. Основну школу похађао је у Сиску и Котор Вароши а гимназију у Бањој Луци. Групу за историју на Филозофском факултету у Београду завршио је 1960. године где је две године касније изабран за асистента на Катедри за националну историју средњег века. Магистарски рад Селишта, прилог историји насеља у средњовековној српској држави одбранио је 1965. Током 1966. и 1967. провео је три месеца на специјализацији у Екс ан Провансу код професора Жоржа Дибија, а седам месеци на Универзитету у Атини као стипендиста грчке владе. Докторску дисертацију Крај Српског царства одбранио је 1971. на Филозофском факултету у Београду где је до пензије предавао националну историју средњег века, од 1984. у звању редовног професора.
Објавио је више радова у домаћим и страним часописима. Један је од аутора Историје српског народа у издању Српске књижевне задруге. Писао је уџбенике и приручнике за основне и средње школе. Од 1976. године одговорни је уредник Историјског гласника, часописа савеза друштава историчара Србије. За књигу Јунаци косовске легенде добио је Октобарску награду града Београда и Књижевну награду БИГЗ-а. 
Заједно са академиком Симом Ћирковићем приредио је Енциклопедију српске историографије, Београд 1997, и Лексикон српског средњег века, Београд 1999. 
У Београду је 2002. године покренуо часопис Стари српски архив, а 2008. у Бањој Луци часопис Грађа о прошлости Босне. Био је уредник оба стручна часописа у којима се на модеран, критички начин издаје дипломатичка грађа српских земаља у средњем веку.
Био је члан Удружења књижевника Србије по позиву. Михаљчић је био редовни професор на Филозофском факултету у Бањој Луци после одласка у пензију са Филозофског факултета у Београду. Такође је био редовни члан Академије наука и умјетности Републике Српске (АНУРС) и секретар Одјељења друштвених наука АНУРС.
Његови најважнији радови и монографије груписани су у шест томова сабраних дела која су штампана 2001. године у Београду.
Преминуо је 26. марта 2020. у 83. години. Сахрањен је на Новом бежанијском гробљу.

## Награде
- 2000: Награда Браћа Карић

## Дела
Монографије:
- Михаљчић, Раде (1975). Крај Српског царства. Београд: Српска књижевна задруга.
- Mihaljčić, Rade (1984). Lazar Hrebeljanović: Istorija, kult, predanje. Beograd: Nolit.
- Михаљчић, Раде (1989). Јунаци косовске легенде. Београд: БИГЗ.
- Mihaljčić, Rade (1989). The Battle of Kosovo in History and in Popular Tradition. Beograd: BIGZ.
- Михаљчић, Раде (1995). Безимени јунак. Нови Сад: Славија.
- Ређеп, Јелка; Михаљчић, Раде (1995). Бој на Косову у бугарштицама и епским песмама кратког стиха: Историјске личности и догађаји, ликови из предања, мотиви. Нови Сад: Славија.
- Михаљчић, Раде (1995). Прошлост и народно сећање. Београд: Гутенбергова галаксија.
- Михаљчић, Раде (2001). Владарске титуле обласних господара: Прилог владарској идеологији у старијој српској прошлости. Београд: Српска школска књига; Knowledge.
- Михаљчић, Раде (2001). Изворна вредност старе српске грађе. Београд: Српска школска књига; Knowledge.
- Михаљчић, Раде (2001). Српска прошлост и народно сећање. Београд: Српска школска књига; Knowledge.
- Михаљчић, Раде (2006). Закони у старим српским исправама: Правни прописи, преводи, уводни текстови и објашњења. Београд: САНУ.

Историјски атласи
- Историјски атлас за 6. разред основне школе, Завод за уџбенике, Београд, 2008. (коаутор са Марком Шуицом и Снежаном Кнежевић)

Чланци:
- Селишта. Прилог историји насеља у средњовековној српској држави, Зборник ФФ у Београду IX-1 (1967) 173–224.
- Где се налазио град Петрус?, Прилози КЈИФ 34, 3–4 (1968) 264–267.
- Битка код Ахелоја, Зборник ФФ у Београду XI-1 (1970) 271–275.
- Војнички закон, Зборник ФФ у Београду XII-1 (1974) 305–309.
- Кнез Лазар и обнова српске државе, О кнезу Лазару, Београд 1975, 1–11.
- Ставилац, ИЧ XXIII (1976) 5–21.
- Ћирковић, Сима; Михаљчић, Раде (1981). „Освајања и одолевања: Душанова политика 1346-1355”. Историја српског народа. 1. Београд: Српска књижевна задруга. стр. 541—556.
- Михаљчић, Раде (1981). „Почетак Урошеве владавине - спољни напади”. Историја српског народа. 1. Београд: Српска књижевна задруга. стр. 566—572.
- Михаљчић, Раде (1981). „Два царства”. Историја српског народа. 1. Београд: Српска књижевна задруга. стр. 573—582.
- Михаљчић, Раде (1981). „Цар и краљ: Неуспешно савладарство”. Историја српског народа. 1. Београд: Српска књижевна задруга. стр. 583—592.
- Михаљчић, Раде (1981). „Маричка битка”. Историја српског народа. 1. Београд: Српска књижевна задруга. стр. 593—602.
- Михаљчић, Раде (1982). „Доба обласних господара”. Историја српског народа. 2. Београд: Српска књижевна задруга. стр. 21—35.
- Михаљчић, Раде (1982). „Косовска битка”. Историја српског народа. 2. Београд: Српска књижевна задруга. стр. 36—46.
- L‘État Serbe et l‘universalisme de la seconde Rome, Da Roma alla terza Roma, Roma, Constatinopoli, Mosca, Roma 1983, 375–386.
- Djed, Dmitar Zvinimir, Dorf, Lexikon des Mittelalters III-6, München 1985; Dabiša, III-7 (1985); Drijeva, III-7 (1985); Lazar Hrebeljanović, V (1990)
- Отроци, ИГ 1-2 (1986) 51–57.
- Историјска подлога изреке „Од Кулина бана“, ИГ 1-2 (1992) 7–13.
- Владарска титула господин, ИГ 1-2 (1994) 29–36.
- Kosovska legenda kao istorijski izvor, Годишник на Софииски университет „Св. Климент Охридски“ 86–5 (1992–1993), Софија 1995, 51–59.
- La corégence dans l’État des Nemanić, Σύμμεικτα 11 (Αθήνα 1997) 215–227.
- Презимена изведена од титула, Расковник 87–88 (пролеће–зима 1997), Тематски зборник Марко Краљевић, историја, мит, легенда, Београд 1998, 9–34.
- Мара Хребељановић, Даница 2000, Београд 1999, 127–147.
- Господар — владарска титула Ивана Црнојевића, Записи 3–4 (1999) 7–15.
- Душанов законик у судској пракси, Душанов законик — 650 година од његовог доношења, Бања Лука 2000, 35–50.
- Повеља краља Стефана Твртка I Котроманића кнезу и војводи Хрвоју Вукчићу Хрватинићу, Стари српски архив (ССА) 1 (Београд 2002) 117–129.
- Михаљчић, Раде (2003). „Хрисовуља цара Уроша мелничком митрополиту Кирилу”. Стари српски архив. 2: 85—97.
- Мљетске повеље цара Уроша, ССА 3 (2004) 71–87.
- Хрисовуља цара Уроша манастиру Хиландару, ССА 4 (2005) 151–160.
- Хрисовуља цара Уроша манастиру Хиландару о дару калуђера Романа, ССА 5 (2006) 139–148.
- Слово браће Бранковића манастиру Хиландару, ССА 6 (2007) 151–166 (коаупорски са Иреном Шпадијер).
- Повеља Стефана Остоје Дубровчанима, Грађа о прошлости Босне (ГПБ) 1 (Бања Лука 2008) 123–135.
- Повеља краља Остоје којом потврђује раније даровнице Дубровнику, ССА 7 (2008) 163–173 (у штампи).

Уредничка и приређивачка делатност:
- Ћирковић, Сима; Михаљчић, Раде, ур. (1997). Енциклопедија српске историографије. Београд: Knowledge.
- Ћирковић, Сима; Михаљчић, Раде, ур. (1999). Лексикон српског средњег века. Београд: Knowledge.